# Gene Soucy

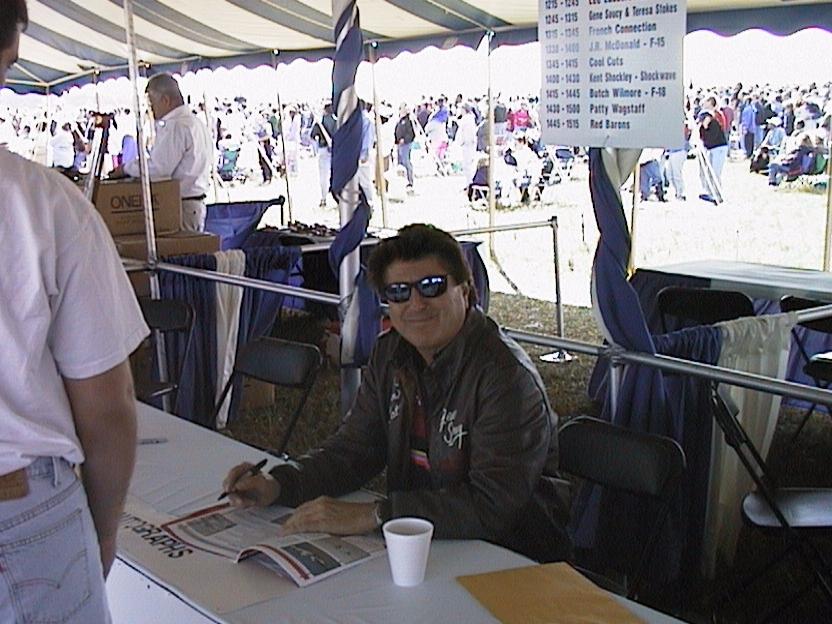
Gene Soucy auf dem Daytona Skyfest, 2008

Gene Soucy (* im 20. Jahrhundert) ist ein US-amerikanischer Kunstflugpilot. Der Sohn zweier Piloten wusch in seiner Jugend in Kentucky Flugzeuge gegen Flugzeit auf dem örtlichen Flugplatz. Er absolvierte seinen ersten Alleinflug in einem Segelflugzeug im Alter von 14 und in einem Motorflugzeug im Alter von 16.
Im Jahr 1968 begann Soucy, professionell auf Flugshows zu fliegen und qualifizierte sich im Jahr 1972 für das US-amerikanische Kunstflugteam. Bei der Kunstflugweltmeisterschaft im gleichen Jahr war er der jüngste Teilnehmer. Er belegte den sechsten Platz und wurde mit dem Team Weltmeister.

## Eagles Aerobatic Team
Im Jahr 1971 gründete Soucy zusammen mit Charlie Hillard und Tom Poberezny das Kunstflugteam Red Devils, das Maschinen des Typs Pitts Special flog. Im Jahr 1979 lud der Flugzeugkonstrukteur Frank Christensen das Team ein, die Christen Eagle, ein von ihm neu entwickeltes Kunstflugzeug, zu testen. Das Team war so beeindruckt, dass sie ihre Maschinen gegen Maschinen des neuen Typs austauschten und sich in Eagles Aerobatic Team mit Hillard als Chefpiloten umbenannten. Das Eagles Aerobatic Team flog zusammen in über 25 Jahren mehr als 1000 Vorführungen und wurde damit zum am längsten in unveränderter Besetzung betriebenen Kunstflugteam der Welt.

## Weitere Aktivitäten

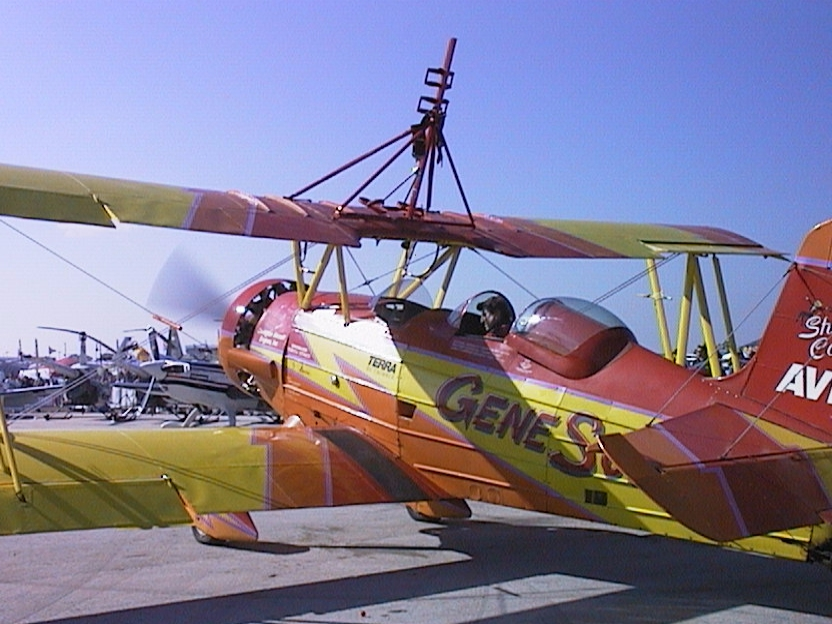
Gene Soucy im Cockpit seiner Showcat

Während seiner Zeit bei den Eagles entwickelte Soucy ein neues Flugzeug für Flugshows. Er modifizierte eine Grumman G-164 Ag-Cat für eine Wingwalking-Vorführung und nannte sie Showcat. Seine Partnerin und Lebensgefährtin Teresa Stokes trat als Wingwalkerin auf während er mit der Showcat verschiedene Kunstflugmanöver durchführte. Die Showcat ist außerdem für Nachtflugshows mit Pyrotechnik ausgestattet. Nachdem sich das Eagles Aerobatics Team im Jahr 1995 aufgelöst hatte, begann er, zusätzlich zu den Vorführungen mit der Showcat Solovorführungen mit einer Extra 300S zu fliegen.

## Sonstiges
Im Jahr 2002 zeigte Soucy Symptome einer Nierenerkrankung und unterzog sich im Jahr 2003 einer Nierentransplantation, für die Teresa Stokes eine Niere spendete, da Soucys Geschwister als Spender ungeeignet waren. Bereits drei Monate nach der Operation flog er wieder bei Flugshows.
Soucy arbeitete auch als Stuntpilot für verschiedene Filmproduktionen wie Die Asse der stählernen Adler.
Soucy hat zwei Töchter und lebt in Houston im US-Bundesstaat Texas. Neben seiner Tätigkeit als Kunstflugpilot fliegt er auch für Delta Air Lines.